# Capitol Heights (stanice metra ve Washingtonu)
Capitol Heights je stanice washingtonského metra.
Stanice se nachází na modré lince, na jejím východním konci u hranice mezi hlavním městem Washingtonem a okresem Geroge's county ve státě Maryland. Stanice je podzemní, s jedním výstupem, jednolodní a s ostrovním nástupištěm. Pro veřejnost byla otevřena 22. listopadu 1980.